# Gamla Väster
Gamla Väster är ett område utan formell status i den västra delen av Gamla staden i Malmö. 

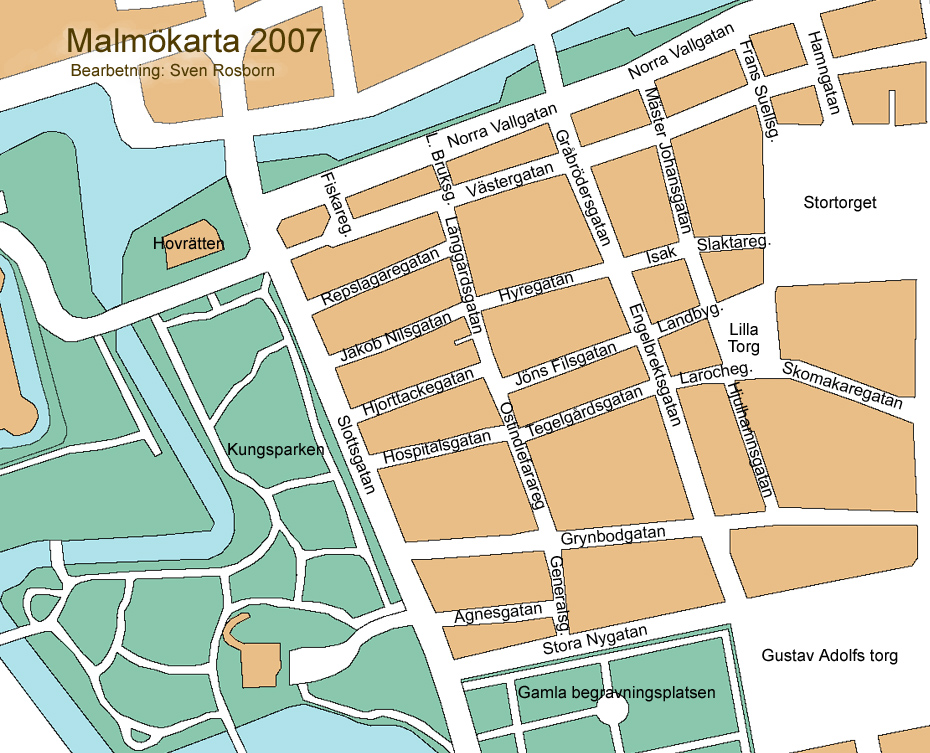
Stadsområdet Gamla Väster i Malmö.

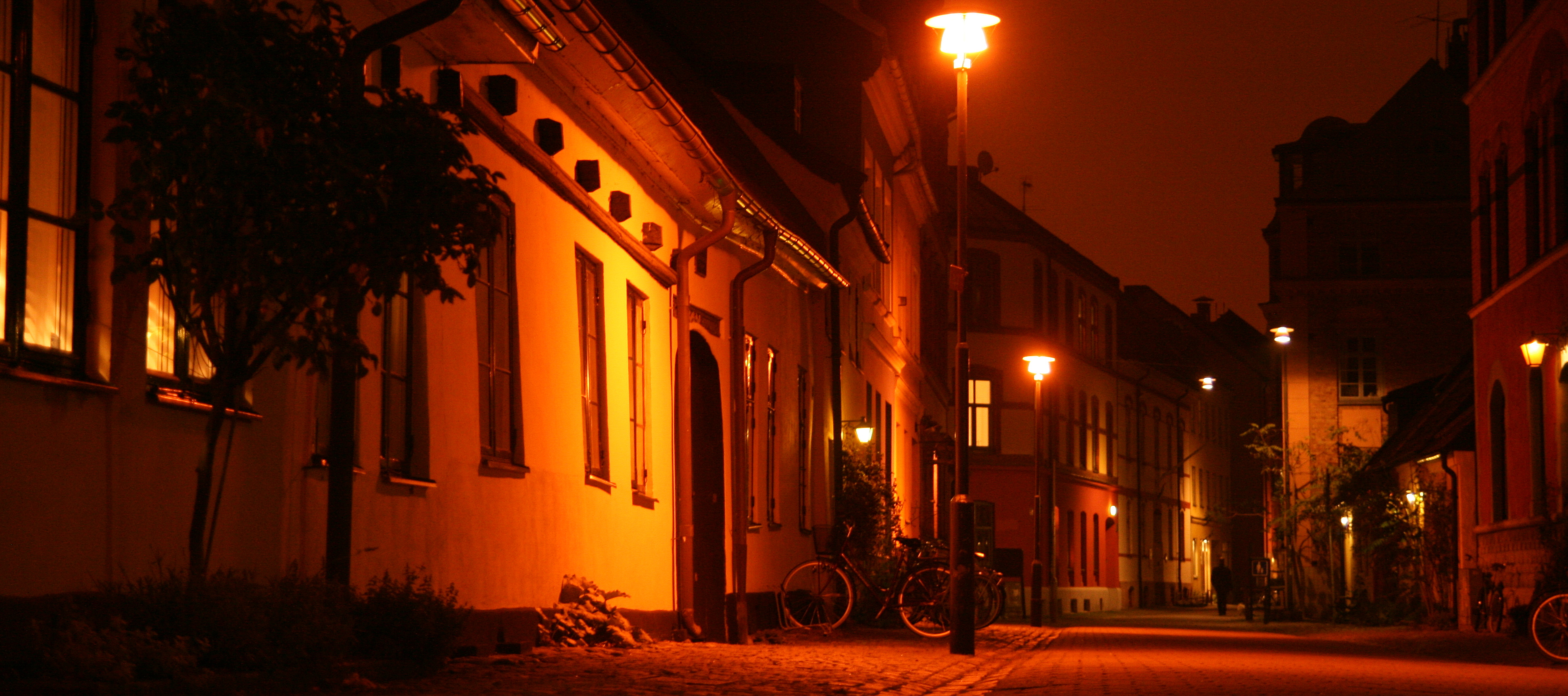
Jakob Nilsgatan i kvällsljus. Till vänster ses Annellska huset från 1705.

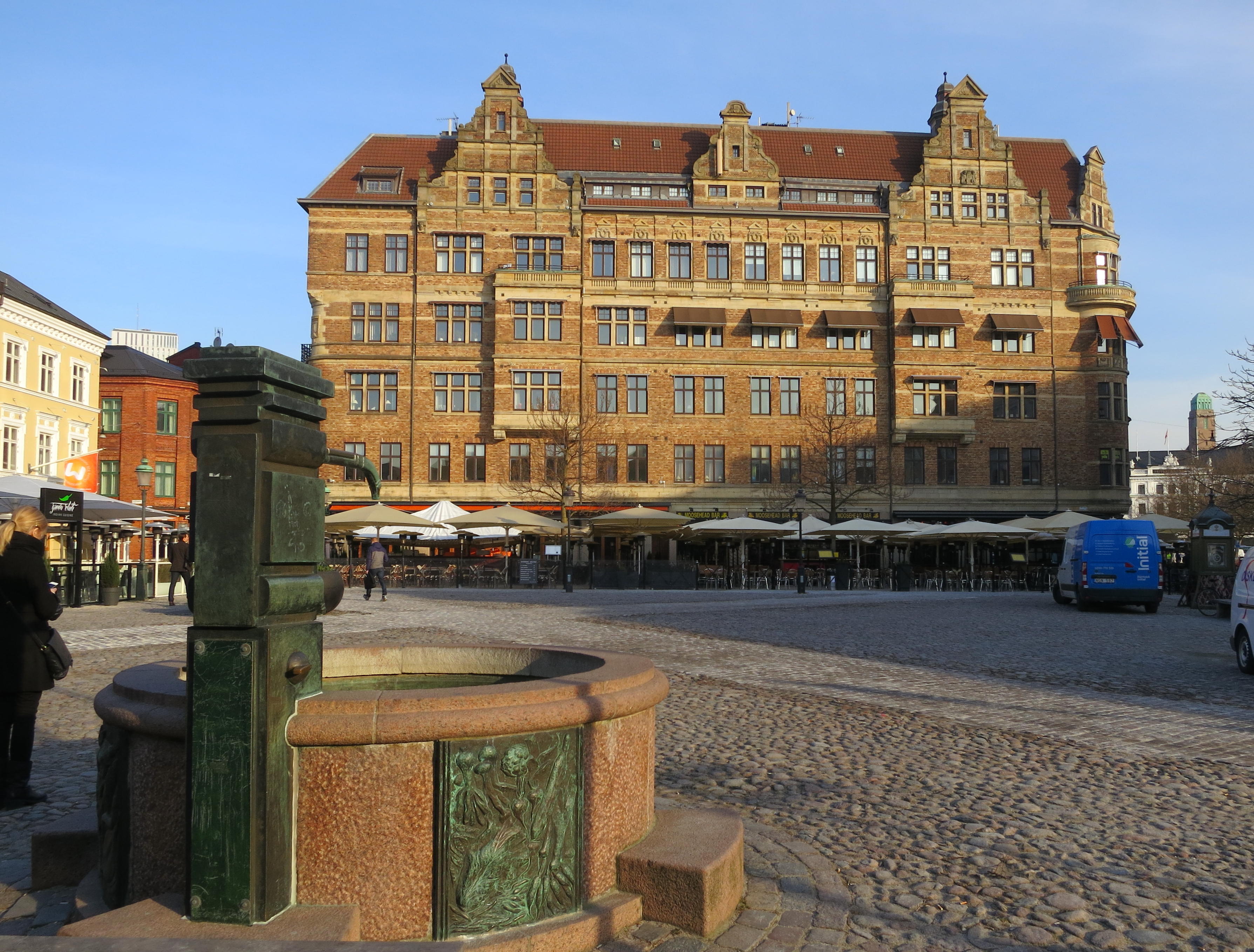
Lilla torg med torgbrunnen i förgrunden.

Gamla Väster är det cityområde som ligger mellan Kungsparken i väster och Stortorget i öster. I norr avgränsas det av kanalen och i söder av gamla begravningsplatsen. I området bodde under 1800-talet hantverkare och enklare folk varför denna stadsdel inte drabbades så hårt av de saneringar i slutet av 1800-talet som kännetecknade de cityområden där de rikare borgarna bodde. Under 1970-talet planerades stora ingrepp i den då tämligen nedgångna bebyggelsen. Merparten av invånarna bestod då av familjer som i generationer bott i de mestadels små husen. Föreningen Gamla Väster bildades på initiativ av bland andra ett antal kulturarbetare och man lyckades stoppa den stora genomfarts- och bussgata som skulle dras fram vid Engelbrektsgatan. Föreningen tillsammans med Malmö museum lyckades också stoppa den tilltänkta gångstråket genom ett antal kvarter vilket skulle ha inneburit att flera värdefulla äldre byggnader hade rivits.
Gamla Väster blev plötsligt attraktivt, husen såldes för stora belopp i kölvattnet av 1980-talets spekulationsvåg och inom en mycket kort tid hade den gamla generationen Västerbor närmast helt försvunnit. I dag är gamla Väster ett vackert exempel på hur man kan bevara en äldre stadskärna på ett attraktivt sätt. Detta till skillnad från Carolikvarteren och angränsande kvarter i Malmös östra citydel, med mycket omfattande rivningar under 1970-talet.

## Kvarteren på Väster
- Kv. 56 Mullvaden: Kvarteret är avgränsat av Hjorttackegatan, Jacob Nilsgatan, Långgårdsgatan och Slottsgatan. Gränden Långgårdsgränd sträcker sig in i kvarteret, även om denna inte räknas som en gata sedan 1984.

## Det gamla och nya gatunätet
- Fiskaregatan sträckte sig mellan Norra Vallgatan och Västergatan, mellan kvarteren Fisken och Neptun. Namnet har utgått, troligen i samband med tillkomsten av hovrättens annex.

- Grynbodgatan är idag också namn på två äldre gatsträckningar. Den östra delen är känd från 1571, då den kallades Teigelgaardsstredet. Senare kallades bland annat "Stenboder" och "Grynboderna", medan äldsta belägg för nuvarande namn är från 1746. Den västra delen gick under medeltiden under namnet Agevej till stenboderne. Det är oklart när denna gata försvann; på A.U. Isbergs historiska karta från 1875 betecknas den som "forn" gata. År 1875 fanns dock en kort, smal och troligen namnlös gränd österut från Slottsgatan. År 1906 förlängdes Grynbodgatan västerut längs hela sträckningen fram till Slottsgatan.

- Gråbrödersgatan är i dag benämning på två äldre gator. Den norra delen hette under medeltiden Sortebrödrestredet efter det svartbrödrakapell vigt till S:ta Magdalena som låg här. Gatan skiftade namn till Västra Hamngatan i samband med utfyllnaden av hamnen vid mitten av 1800-talet. Nuvarande Hamngatan hette då Östra Hamngatan. Den södra delen började kallades Gråbrödersgatan på 1600-talet efter ett felaktigt antagande att Gråbrödraklostret en gång legat invid gatan. År 1914 blev Västra Hamngatan en del av Gråbrödersgatan.

- Hönegatan var en återvändsgränd som i forna dagar gick ned från Västergatan och sedan i riktning mot Hyregatan. Den försvann under 1700-talet men lades ut igen 1874 för att sedan försvinna för gott. I kvarteret Diana fanns även tidigare, åtminstone under 1650-talet, en krokig gränd mellan Hyregatan och Jöns Filsgatan, som troligen var namnlös.

- Larmgatan är en gata vid Stortorget. En nytillverkad gatuskylt av emaljtyp med gatunamnet sitter fortfarande vid den nästan osynliga gränden vid Stortorget. Larmgatan används inte för trafik.

- Långgårdsgränd sträckte sig från Långgårdsgatan västerut in i kvarteret Mullvaden. Gränden utlades på 1840-talet, kallades Larmgatan 1864 och erhöll namnet Långgårdsgränd på 1870-talet. Namnet utgick 1984, men fortfarande finns en (dock modern) gatuskylt vid gränden med texten "Långgårdsgränd".

- Torvgatan hette gatan på västra sidan av Lilla torg. Namnet utgick 1969 i samband med rivningen av saluhallen där och gatan kallades fortsättningsvis enbart "Lilla torg".

- Västergatan är en gata på Gamla Väster och tillhör dessutom Malmös äldsta gatusträcka (Östergatan–Adelgatan–Västergatan), vilken lades ut under 1200-talet. Bebyggelsen längs gatan är varierande; en stor del av den består av äldre hus (ofta använda till kontor) och en annan del av modernare hus. Vid den mest västliga delen av Västergatan har byggnaden "Fisken 18" uppförts.

- Östra Torggatan var gatan på östra sidan av Lilla torg. Även detta namn utgick 1969.

## Kampen mot bussgatan
Runt 1970 ville Malmö stad göra en bred genomfartsled tvärs genom Gamla Väster utmed Gråbrödersgatan/Engelbrektsgatan. Efter stora protester gjorde man några år senare ett nytt försök bl.a. genom att döpa om projektet till "bussgata" som förklarades bättre svara mot miljön. Effekten var dock den samma. År 1977 skulle en stor mängd äldre byggnader rivas, bl.a. 1700-talsprästen Henric Schartaus välbevarade födelsegård. Föreningen Gamla Väster engagerade då massmedia och höll protestmöten. Stora skyltar sattes upp på fasaden till den av staden ägda Schartuagården med begravningsannonsen "DÖDSDÖMT. Låt inte begravningen ske i tysthet!" Trots en enorm protestvåg godkände Malmö stadsfullmäktige rivningen. Malmö museum lyckades dock, efter att rivningen var verkställd, att hindra en breddning av Engelbrektsgatan med hänvisning till fornminneslagen. 

## Speciella historiska byggnader
- Dringenbergska gården har anor som går tillbaka till 1300-talet. Huset ligger vid Frans Suellgatan och Norra Vallgatan och är uppkallat efter myntmästaren Henrik Dringenberg som bodde i huset i mitten av 1400-talet. Dagens fasad är från 1800-talet i empirstil.
- Jörgen Kocks hus ligger i hörnet av Frans Suellsgatan och Västergatan och uppfördes av borgmästaren Jörgen Kock åren 1522–1525.
- Rosenvingeska huset, Västergatan 5, uppfördes av Anne Pedersdatter Rosenvinge omkring 1534. Dåvarande ägare till Rosenvingeska huset konsul och grosshandlare Gustaf Adolf Hedman var även byggherre till Beijerska huset.
- Annellska huset vid Jakob Nilsgatan från 1705.
- Hotell Kramer vid Stortorget uppfördes i fransk nyrenässansstil år 1877 efter ritningar av Carl Ferdinand Rasmussen.
- Brand och Lifförsäkrings AB Skåne ligger vid Norra Vallgatan och Hamngatan och byggdes efter ritningar av Alfred Arwidius och Fredrik Sundbärg 1903–05 i nationalromantisk nybarock. När det byggdes var det till volymen en av de allra största byggnaderna som uppförts i Malmö.
- Västra Skolan ritades av John Smedberg 1882.
- Fylgiahuset i hörnet av Engelbrektsgatan och Stora Nygatan byggdes av försäkringsbolaget Fylgia på 1930-talet efter ritningar av Eiler Græbe och Aage Schoug.
- Hotel Temperance (Home Hotel Temperance) på Engelbrektsgatan 16 invigdes 1902 och var ritat av Theodor Wåhlin. De billigaste rummen kostade 1 kr 25 öre.
- Asklunds hus på Västergatan 16 anses av några vara Malmös första postmodernistiska hus. Det uppfördes 1986 av arkitekten Lars Asklund. F d Eurocs gamla huvudkontor ritades dock av Sten Samuelsson redan 1977 och är ett tidigt exempel på postmodern svensk arkitektur.
- Faxeska huset uppfördes vid Larochegatan 1760 av handelsmannen Hans Petter Schiuberg. Det restaurerades på 1910-talet efter ritningar av August Stoltz.
- Hermods ligger vid Slottsgatan och Grynbodgatan och byggdes av korrespondensinstitutet Hermods 1936 (tillbyggt 1942). Arkitekt var Carl-Axel Stoltz och huset fick med sitt gula tegel en lokalt anpassad funktionalistisk stil.
- Grosshandlare Thomees hus, Engelbrektsgatan 11, uppfördes av grosshandlaren Edwin Thomée 1917. Huset har korsvirkesimitationer i fasaden som ritades av arkitekten August Lindvall. Idag finns endast fasaden och den främre rumsfilen bevarad, resten av det ursprungliga huset är rivet.
- Grand Hotell som ligger vid Norra Vallgatan är ett av Malmös tidigaste exempel på funktionalism. Det uppfördes 1931 efter ritningar av Elof Andersson.
- Beijerska huset på Norra Vallgatan byggdes 1872–73. Trots dagens benämning på huset så hette byggherren Gustaf Adolf Hedman. Han var grosshandlare och ägare till Rosenvingeska huset. Det hus han lät bygga 1872-1873 svarade väl mot de olika funktioner som en grosshandlare kunde behöva med bland annat praktvåningar, kontor och butiker samt magasinsdel. 1917 övertog firman G & L Beijer huset och det ombyggdes till kontor. Arkitekt var Helgo Zettervall.[1]
- Persiska palatset vid Engelbrektsgatan lär vara uppkallat efter en perser som var konsul och sålde persiska mattor. Huset ritades av August Stoltz 1908.
- Bostadshuset på Stora Nygatan 65 ritat av Lindvall & Boklund anses vara Malmös första byggnad med drag av jugendstilen.
- Gamla Hovrätten vid Malmöhusvägen tillkom 1917 efter ritningar av Ivar Callmander.